# レイ・コクレーン
レイ・コクレーン（Ray Cochrane、1957年6月18日 - ）は、北アイルランド・アルスター出身の元騎手。現在はスポーツエージェントを務める。
彼は騎手としてイギリスクラシック5冠で3勝（オークス、1000ギニー、ダービーステークス）をあげている。2000年にはレスター賞にて特別賞を受賞した。
コクレーンは2002年にクイーンズ・コメンデイション・オブ・ブレイヴリーを授章した。これは騎手仲間のランフランコ・デットーリとともに巻き込まれた、2000年の飛行機墜落事故からの生還を受けてのものである。